# James Whitmore

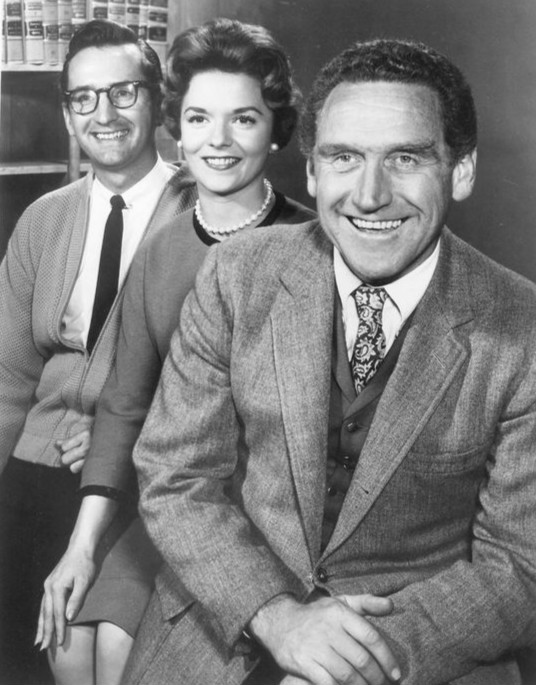
James Whitmore (dreapta) în 1962

James Whitmore (n. 1 octombrie 1921, White Plains, New York - d. 6 februarie 2009, Malibu, California) a fost un actor american de film si TV.

## Filmografie
- 1949 The Undercover Man  : George Pappas
- 1949 Câmp de bătălie (Battleground), regia William A. Wellman : Kinnie
- 1950 The Outriders  : Clint Priest

- 1950 Please Believe Me  : Vincent Maran
- 1950 Jungla de asfalt (The Asphalt Jungle), regia John Huston : Gus Minissi
- 1950 The Next Voice You Hear... : Joe Smith
- 1950 Mrs. O'Malley and Mr. Malone : John J. Malone
- 1951 The Red Badge of Courage  : (narator, nemenționat)
- 1951 Angels in the Outfield  : (voce, nemenționat)
- 1951 Across the Wide Missouri  : Old Bill (nemenționat)
- 1951 It's a Big Country  : Mr. Stacey
- 1952 Shadow in the Sky  : Lou Hopke
- 1952 Because You're Mine
- 1952 Above and Beyond
- 1953 The Girl Who Had Everything
- 1953 Kiss Me Kate
- 1953 All the Brothers Were Valiant
- 1954 Them!
- 1955 The Last Frontier (film din 1955)
- 1955 Battle Cry
- 1955 The McConnell Story
- 1955 Oklahoma!
- 1956 Crime in the Streets
- 1956 The Eddy Duchin Story
- 1957 The Young Don't Cry

- 1960 Who Was That Lady?
- 1963 Going My Way as Dr. Corden in "Tell Me When You Get to Heaven"
- 1964 Black Like Me
- 1964 The Tenderfoot, Disney's The Wonderful World of Color
- 1967 Chuka
- 1967 Waterhole #3
- 1968 Nobody's Perfect
- 1968 Planeta maimuțelor (Planet of the Apes), regia Franklin J. Schaffner
- 1968 Madigan
- 1968 The Split
- 1969 Guns of the Magnificent Seven

- 1970 The Challenge  (film TV)
- 1970 Tora! Tora! Tora!, regia Richard Fleischer, secvențele japoneze: Toshio Masuda și Kinji Fukasaku
- 1972 Ținutul lui Chato (Chato's Land), regia Michael Winner
- 1973 Poliția acuză, legea achită (La polizia incrimina, la legge assolve), regia Enzo G. Castellari
- 1973 The Harrad Experiment
- 1974 Where the Red Fern Grows  (film TV)
- 1974 Vânzătorul de baloane (Il venditore di palloncini), regia Mario Gariazzo
- 1975 I Will Fight No More Forever (film TV)
- 1975 Give 'em Hell, Harry!
- 1977 Oul de șarpe (The Serpent's Egg), regia Ingmar Bergman

- 1980 Primul păcat mortal (The First Deadly Sin), regia Brian G. Hutton
- 1986 Aventurile lui Mark Twain (The Adventures of Mark Twain), regia Will Vinton (voce)
- 1987 All My Sons  (film TV)
- 1987 Nuts
- 1989 Glory! Glory!  (film TV)

- 1994 Închisoarea îngerilor (The Shawshank Redemption), regia Frank Darabont
- 1997 Monstrul din Chicago (The Relic), regia Peter Hyams
- 1999 Swing Vote

- 2001 The Majestic
- 2002 A Ring of Endless Light
- 2005 King Kong
- 2005 Fun with Dick and Jane